# Polypedilum tamahinoense
Polypedilum tamahinoense är en tvåvingeart som beskrevs av Sasa 1983. Polypedilum tamahinoense ingår i släktet Polypedilum och familjen fjädermyggor. Inga underarter finns listade i Catalogue of Life.